# Horpácsik János
Horpácsik János ˙(Bucsu, 1903. március 28. – Ópályi, 1985. április) néptáncos, a Népművészet Mestere.

## Élete
1903 március 28-án született a ma már Beregszászhoz tartozó Bucsu nevű településen. Apja Horpácsik Márton uradalmi cselédpásztor, anyja Tóth Zsuzsánna volt. Hat testvére volt, akikkel gyermekéveit Bucsuban, majd a Munkács melletti Pothering-tanyán és a Szabolcs megyei Lövőpetriben töltötte.
1920–1922 között Nyíregyházán volt katona, majd 1923-ban megnősült. Feleségül vette az Ajaki születésű Sándor Jolánt, akivel Papon telepedtek le. Később több Szabolcs, Bereg és Ung megyei faluban és tanyán is dolgozott mint uradalmi pásztor, így Dögén, Tiszabezdéden, Vásárosnaményban, Tégláson és Baktalórántházán.
1936-ban előbb Nagydobosra, majd 1958-ban a szomszédos Ópályiba költözött. Itt telepedett le aztán végleg.
1954-ben Pesovár Ferenc és Földes László néprajzkutató fedezte fel kimagasló tánc- és énektudását. 1955-ben készítette el róla az első táncfilmet Martin György, Pesovár Ernő és Vargyas Lajos. 1960-as években többször  is járt Budapesten, ahol az Országos Mezőgazdasági Kiállításon a felhozott állatokra ügyelt. 1970-ben ment nyugdíjba az ópályi tangazdaságból.
Horpácsik Jánosról 1955 és 1983 között hatszor készült filmfelvétel. 1978-ban megkapta a Népművészet Mestere kitüntetést. 1985 áprilisában Ópályiban halt meg.

## Főbb táncai
- pásztorbotoló
- férfiszóló
- csárdás